# Stefan Lechwar
Stefan Lechwar (ur. 1975 w Jaśle) – polski artysta plastyk, grafik, plakacista.

## Życiorys
Ukończył studia w Akademii Sztuk Pięknych im. Jana Matejki w Krakowie na wydziale grafiki w Katowicach; uzyskał dyplom pod kierunkiem prof. Romana Kalarusa w Katedrze Projektowania Graficznego w 2001 roku, a aneks z malarstwa uzyskał pod kierunkiem prof. Macieja Bieniasza. Od 2003 roku był wykładowcą na Wydziale Artystycznym Uniwersytetu Śląskiego. W 2006 uzyskał stopień doktora sztuki na tymże wydziale. 28 stycznia 2015 roku habilitował się na podstawie pracy pt. Polska Szkoda Plakatu w Instytucie Sztuki Wydziału Artystycznego w Cieszynie Uniwersytetu Śląskiego w Katowicach. Od 2003 roku pracował jako wykładowca w Katedrze Projektowania Graficznego na cieszyńskim Wydziale Artystycznym Uniwersytetu Śląskiego w Katowicach. Pracował jako adiunkt w Instytucie Sztuk Plastycznych Wydziału Sztuki i Nauk o Edukacji Uniwersytetu Śląskiego w Katowicach. Obecnie (2020) jest profesorem Uniwersytetu Śląskiego w Katowicach i pracuje na Wydziale Sztuki i Nauk o Edukacji.
Był współzałożycielem grup: Grupapieciuniedziesieciu, Mistegorznizowegoz, Fünf i To. Zajmuje się projektowaniem graficznym, malarstwem, ilustracją i teatrem. Jest współautorem spektaklu Mu (wraz z Izabelą Wądołowską), którego premiera odbyła się w Teatrze Małym w Tychach w 2007 roku.
Mieszka w Bytomiu.

## Nagrody
- Nagroda Fundacji Satyrykonu im. Andrzeja Tomiałojcia za pracę pt. Kurosawa (2002)[7][4]
- Nagroda Fair Play dla spektaklu Mu na VIII edycji Międzynarodowego Festiwalu Działań Teatralnych i Plastycznych Zdarzenia Europa – Tczew (2007)[6]
- Excellent Award na wystawie Special Poster Exhibition towarzyszącej 2017 Asia Winter Games w Sapporo za plakat pt. Flame in winter / victory[8]